# John Popper
John Popper (Chardon, 29 marzo 1967) è un musicista e cantautore statunitense, conosciuto principalmente per il ruolo di frontman nella rock band Blues Traveler, in cui ricopre il ruolo di cantante, armonicista e, occasionalmente, chitarrista.

## Biografia
John Popper è nato a Chardon, Ohio. Suo padre era un immigrato ungherese che lasciò Budapest nel 1948. Popper è imparentato con David Popper, violoncellista europeo del XIX secolo i cui numerosi assoli per violoncello sono elementi fondamentali del repertorio per lo strumento. La madre e il fratello di John sono avvocati.
Popper è cresciuto a Stamford, Connecticut, a New York e nel New Jersey. Ha frequentato la Davenport Ridge School, la Stamford Catholic High School (ora Trinity Catholic High School) e la Princeton High School presso la quale si è laureato nel 1986. Ha preso lezioni di piano, violoncello e chitarra, ma nessuno di quegli strumenti gli piaceva e odiava essere costretto ad esercitarsi.
Inizialmente voleva diventare un comico, scoprendo di poter usare l'umorismo per fare amicizia ed evitare i bulli, ma quando lui e un amico si esibirono imitando i Blues Brothers, scoprì che preferiva esibirsi in performance musicali. Da quell'esperienza nacque l'idea di suonare l'armonica. Popper, inoltre, ha suonato la tromba nella Princeton High School Studio Jazz Band e in seguito ha convinto l'insegnante a lasciargli suonare l'armonica, dopo un assolo in classe sul brano She Blinded Me With Science.
Ha suonato in diverse garage band con gli amici a Princeton, New Jersey, una delle quali si è evoluta nei Blues Traveler nel 1987. Dopo essersi diplomati al liceo, i membri del gruppo si trasferirono tutti a New York City, dove Popper si iscrisse alla New School for Jazz and Contemporary Music insieme a due dei suoi compagni e all'amico del liceo Chris Barron . Popper ha frequentato i corsi per tre anni, ma si è dedicato alla band a tempo pieno dopo aver firmato un contratto discografico nel 1990.

## Carriera

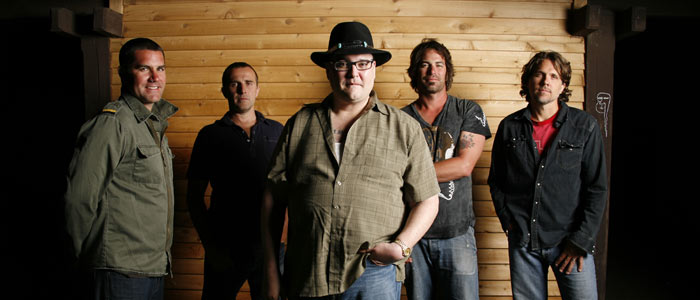
Blues Traveler, Hops & Harvest Festival

### Blues Traveler
Popper è membro fondatore dei Blues Traveler, ricoprendo il ruolo da front man della band con voce solista e armonica. Per alcune canzoni, rinuncia all'armonica a favore della chitarra, molto spesso un'acustica a 12 corde. Inoltre, Popper ha suonato il pemperino in alcune registrazioni. È un prolifico cantautore, ha composto la maggior parte dei testi e della musica delle canzoni dei Blues Traveler.
La band ha avuto un grande seguito con i suoi numerosi tour, a volte con oltre 300 date all'anno, e ha guadagnato un'ottima reputazione nella scena delle jam band degli anni '90. I Blues Traveler hanno conquistato il successo radiofonico nel genere pop/rock con il loro album del 1994 Four, che ha dato un'ampia esposizione mediatica al gruppo. Il Grammy Award per la migliore interpretazione rock di un duo o gruppo nel 1996 è stato assegnato a Run-Around, una canzone composta da Popper per il gruppo.

### Lavoro solista
Nel 1990, Popper iniziò a esibirsi occasionalmente in concerti da solista oltre a esibirsi in tournée con i Blues Traveler. Diverse canzoni che sono nate come pezzi solisti di Popper sono diventate parte del repertorio di Blues Traveler e viceversa.
Sostenuto dal grande successo di Blues Traveler, Popper pubblicò un album solista, Zygote, nel 1999 e fece un tour in supporto con la sua John Popper Band. L'album è stato prodotto da Terry Manning e la band di supporto era composta da amici di lunga data: Dave Ares, Crugie Riccio e Rob Clores dei Cycomotogoat; il batterista Carter Beauford della Dave Matthews Band. L'uscita dell'album è arrivata meno di tre mesi dopo il suo intervento al cuore e solo pochi giorni dopo la morte di Bobby Sheehan, il compagno di band di Popper e suo migliore amico nella vita privata. Il tour successivo è stato annullato a metà a causa delle scarse vendite di biglietti e Popper ha avuto il tempo di concentrarsi sulla sua salute, da sempre problematica a causa dell'alimentazione compulsiva e la conseguente obesità.
Popper ha scritto canzoni con Trey Anastasio, Warren Haynes, Chris Barron e Jonny Lang. Inoltre appare spesso come performer ospite di musicisti famosi e non, suonando una varietà diversificata di generi. Si è esibito, tra gli altri, con le jam band Spin Doctors, Dave Matthews Band, Phish e, più recentemente, con The Allman Brothers Band nel 2009; ha suonato con i bluesmen Eric Clapton e BB King, con i cantautori Jason Mraz e John Mayer, con il sassofonista Karl Denson, con Culann's Hounds di San Francisco, con la band metal Metallica (suo l'assolo di armonica nella cover Tuesday's Gone dei Lynyrd Skynyrd contenuta nell'album Garage Inc. del 1998), con il trio rock ZO2 e persino con l'ambasciatore ungherese negli Stati Uniti, András Simonyi. Inoltre, Popper ha partecipato con gli Smashing Pumpkins al secondo giorno della loro apparizione in acustica alla Bridge School Benefit del 1997, contribuendo con l'armonica per la canzone Porcelina of the Vast Oceans: l'assolo di Popper ha ottenuto un grande applauso da parte del pubblico. Si è anche esibito con i Grateful Dead in un omaggio a Bill Graham nel 1991. Ha suonato l'armonica anche nell'album degli Hanson This Time Around nel 2000, per le canzoni If Only e In The City. Ha composto, scritto ed eseguito il tema musicale per la nona stagione della sitcom Roseanne .
Nel 2017 e nel 2018, John ha iniziato a suonare in performance acustiche da solista negli Stati Uniti. È spesso accompagnato dal tastierista dei Blues Traveller Ben Wilson e suona canzoni che includono il repertorio sia dei Blues Traveler, sia il suo ampio catalogo da solista.

### Progetti paralleli

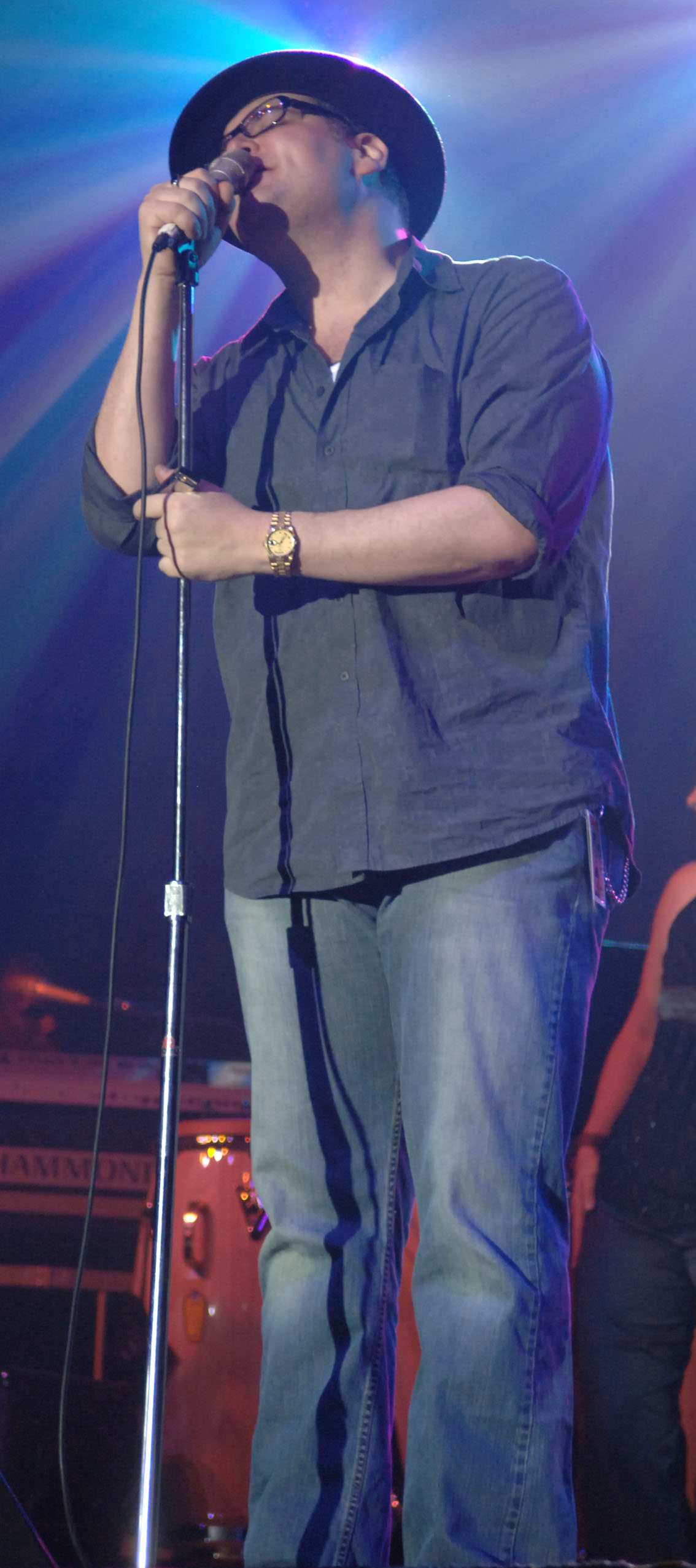
John Popper in concerto alla Incirlik Air Base, in Turchia

Nel 1992, Popper ha concepito l'HORDE Festival come sede per ottenere visibilità per i musicisti indipendenti emergenti. Il festival è proseguito fino al 1998.
Popper faceva parte di una studio band formata nel 1997 dal batterista e cantautore newyorkese Solomon Deniro: gli altri musicisti erano Trey Gunn, Bernie Worrell, Marc Ribot e Vernon Reid. Le uniche registrazioni del gruppo furono pubblicate nell'album Gimme Gimme sotto il nome di Devotees. La stessa registrazione è stata ripubblicata da Deniro nel 2001 con il titolo Solomon.
Popper è subentrato nel 1998 come frontman del supergruppo Frogwings, che ha pubblicato l'album dal vivo Croakin' at Toad's . I Frogwings sono stati attivi fino all'anno 2000.
Popper ha formato un gruppo che mescola i generi fusion, rock, jazz e hip-hop insieme a DJ Logic: il John Popper Project, come è stato chiamato, ha pubblicato un album nel 2006 e si esibisce negli Stati Uniti, seppur con poca frequenza. Il gruppo è presente anche nell'album Global Noize di Jason Miles e DJ Logic del 2008.
L'ultimo progetto parallelo di Popper è intitolato John Popper & the Duskray Troubadours, che è dedicato alla musica folkloristica con radici americane. Il debutto del gruppo dal vivo è avvenuto nel marzo 2011, mentre il primo singolo, Something Sweet, scritto da Manson e Bruce Donnola, era stato rilasciato il mese prima, in data 7 febbraio 2011 su iTunes. Mason e Popper hanno concepito il progetto dopo che Popper ha dichiarato di essere "a corto di idee" per i Blues Traveller prima di fare una breve pausa.

## Apparizioni mediatiche
John Popper è conosciuto per aver cantato nella commedia dei fratelli Farrelly Kingpin con Woody Harrelson, Randy Quaid e Vanessa Angel: nel film canta la sua canzone hit intitolata But Anyway.
Nel 1998, invece, ha partecipato a un divertente cameo nel film Blues Brothers 2000, suonando la canzone Maybe I'm wrong.
Popper ha avuto un ruolo da ospite in un episodio della sitcom Roseanne. Inoltre, è apparso nell'episodio 30 di Space Ghost Coast to Coast come ospite musicale. In seguito è apparso come ospite nella serie comica televisiva Z Rock. Ha anche suonato l'inno nazionale statunitense prima del Game 4 delle World Series del 1996.
Ha prestato la voce per progetti artistici prodotti dai suoi amici, tra cui Das Clown, un pluripremiato cortometraggio in stile slideshow che è stato proiettato al Sundance Film Festival.
È stato ospite del terzo premio annuale Jammy nel 2002.
È stato un ospite ricorrente negli spettacoli di Howard Stern e Bill Maher ed ha saltuariamente partecipato con la CBS Orchestra al Late Show con David Letterman. Nel 2009, ha partecipato con The Roots a un episodio del Late Night con Jimmy Fallon. Popper ha eseguito la canzone Something Sweet con i Duskray Troubadours nello spettacolo della TBS Lopez Tonight il 1 marzo 2011.
Nel 2016, Popper e il resto dei Blues Traveller hanno avuto un cameo nel film The Meddler.

## Vita privata
Dopo il successo con i Blues Traveler, John Popper ha vissuto in varie località, tra cui la Pennsylvania e New Orleans. Attualmente ha una residenza vicino a Snohomish, Washington. Il 23 novembre 2015 John e l'ex-moglie Jordan Auleb hanno avuto il loro primo figlio, una bambina di nome Eloise Ann. John e Jordan hanno divorziato nel 2018.
Nell'ottobre 1992 Popper è stato coinvolto in un incidente stradale in motocicletta durante un viaggio in studio per registrare il terzo album dei Blues Traveler. L'incidente lo ha costretto su una sedia a rotelle per diversi mesi, ma Popper ha continuato a girare con la band nonostante le difficoltà.
Nel 1999, ha subito un infarto quasi fatale causato da anni di dipendenza compulsiva dal cibo. Gli era stato diagnosticato il diabete qualche anno prima. I medici del Cedars-Sinai Medical Center hanno eseguito un'angioplastica d'emergenza che ha salvato la vita a Popper: aveva il 95% di blocco alle arterie. Popper successivamente è stato sottoposto a un intervento chirurgico di bypass gastrico e ha perso una notevole quantità di peso.
Popper ha un tatuaggio sul petto che recita "I want to be brave", scritto al contrario.
Nell'agosto 2016, ha annunciato una procedura chirurgica in sospeso per riparare le vertebre collassate del collo, richiedendo il rinvio e la cancellazione di alcuni spettacoli dei Blues Traveler.

### Collezione di armi
Popper è un avido collezionista di armi, tra cui armi da fuoco, spade e un cannone americano della guerra civile (funzionante e valutato 10 000 $). Ha dichiarato di sentire per le armi un'attrazione data dal loro fascino, per la loro estetica e per essere "macchine salvavita efficienti".
Popper è un sostenitore del Secondo Emendamento della Costituzione degli Stati Uniti, che garantisce il diritto di possedere armi, ed è apparso su un MTV ad una tavola rotonda sull'argomento che comprendeva relatori del Law Enforcement Alliance of America e del John F. Kennedy School of Government dell'Università di Harvard. Indossa armi in qualsiasi stato in cui sia consentito, portandole con sé anche sul palco. Durante la sua apparizione al Daily Show, ha dichiarato di aver deciso di allontanarsi dal New Jersey a causa delle severe leggi sulle armi da fuoco presenti nello stato. Ha dichiarato che nella sua proprietà a Bucks County, in Pennsylvania possiede 32 acri (13 ha) di terreno su cui ha costruito un poligono di tiro privato.

### Politica
Popper è un membro del Partito Libertario, e ha espresso sostegno per il Partito repubblicano, ad eccezione del presidente Donald Trump. Ha supportato George W. Bush nelle elezioni presidenziali statunitensi del 2004. Nel novembre 2008, Popper ha dichiarato, riguardo a Barack Obama: "Questa è la prima volta in assoluto che ho votato per un democratico".
John Popper è stato un sostenitore di Ron Paul durante le elezioni presidenziali statunitensi del 2012, partecipando anche al phone-banking (raccolta fondi al telefono) presso il quartier generale della campagna di Ron Paul nel New Hampshire. Ha suonato in un breve set durante una convenzione alternativa per i sostenitori di Paul che si è tenuta a Tampa il giorno prima della Convention nazionale repubblicana del 2012.
Popper (con e senza i Blues Traveler) ha partecipato a convegni, raccolte fondi e cerimonie per politici sia repubblicani che democratici. Ha affermato che la politica non influenza la sua scelta musicale né le performance.
Popper ha dichiarato in seguito: "Ero un liberale dal cuore sanguinante, fino a quando non ho ottenuto un lavoro." e si definisce "Un libertario che è repubblicano quando viene spinto". Popper ha riassunto la sua posizione politica dicendo: "Credo nella libertà per i mercati e nella libertà per gli individui, quindi credo che questo mi renda un libertario".
Popper ha fatto un tour con l'USO, sia con Blues Traveler che come solista. A metà degli anni 2000, ha girato il Medio Oriente, esibendosi con la Band of the Air Force Reserve e Jamie O'Neal in vari campi militari.
In anni recenti, Popper ha eseguito i successi dei Blues Traveler Run-Around e Hook, oltre a una interpretazione personale dell'inno statunitense, per il raduno "A Future to Believe In" di Bernie Sanders al Safeco Field a Seattle, il 25 marzo 2016.

### Religione
Popper è cresciuto come cattolico e per un certo periodo ha frequentato la Stamford Catholic High School nel Connecticut. Tuttavia, non pratica attivamente la religione nella sua vita adulta. Ha scritto la canzone Trina Magna come un'esplorazione delle sue opinioni religiose.

### Problemi legali
Nel 2003, Popper è stato arrestato per possesso di marijuana. Popper è stato nuovamente arrestato da una pattuglia il 6 marzo 2007 vicino a Ritzville, Washington: era il passeggero nella sua stessa automobile, che è stata fermata per eccesso di velocità. Quindi, è stato scoperto in possesso di una piccola quantità di marijuana e armi. Popper è stato rilasciato la stessa notte, nonostante il veicolo avesse una serie di scomparti nascosti contenenti quattro fucili, nove pistole, un coltello a scatto, un taser, una serie di tirapugni e occhiali per la visione notturna. Il veicolo è stato temporaneamente sequestrato.
Non furono presentate accuse per le armi, poiché erano tutte registrate e rinchiuse in modo sicuro, e Popper era autorizzato a trasportarle, ad eccezione dei tirapugni e del coltello a scatto. È stato raggiunto un accordo che ha permesso di eliminare l'accusa relativa alla marijuana se Popper fosse rimasto libero da ulteriori infrazioni di droga per un anno, oltre a partecipare a otto ore di terapia contro la droga. Popper e l'autista stavano tornando a Washington da Austin, Texas, e Popper ha dichiarato che ama visitare i poligoni di tiro durante i lunghi viaggi.

## Strumentazione

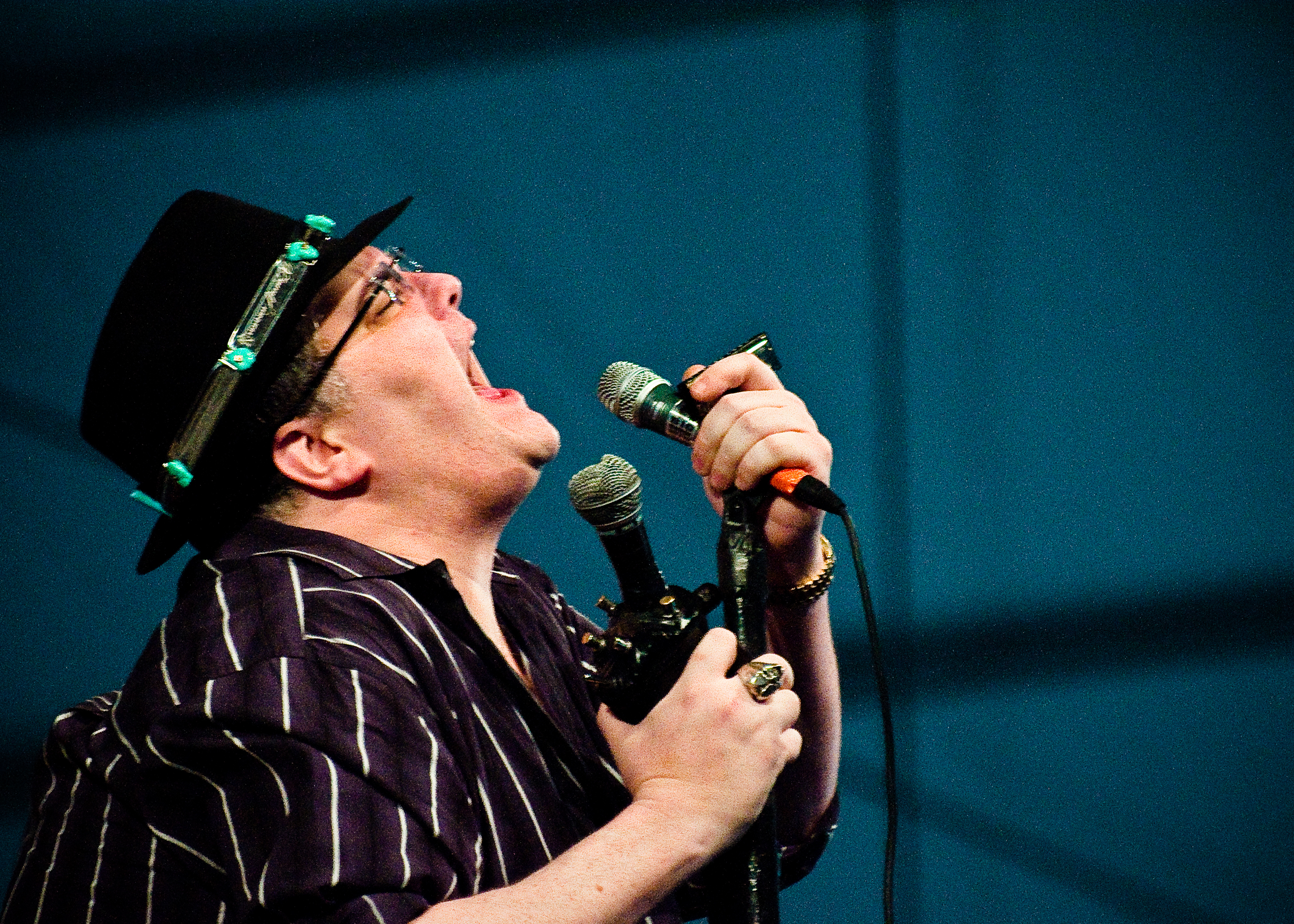
John Popper al New Orleans Jazz Fest nel 2010

John Popper ha dichiarato la sua preferenza per l'armonica blues del marchio Hohner Special 20, definendola "la Porsche delle armoniche". Dal 2015 utilizza principalmente armoniche proprie prodotte da Fender. Utilizza microfoni Shure e amplificatori Mesa Boogie. Usa anche le corde D'Addario per la chitarra.

### Attrezzature personali
Popper ha sviluppato alcune innovazioni tecniche per adattare il suo uso delle armoniche durante le esibizioni sul palco. Dato che ogni singola armonica diatonica è intonata su una chiave particolare, ha creato cinture con tasche sufficienti per contenere le armoniche in tutte e 12 le chiavi (più alcune extra) e le porta indossate come una bandoliera o appese al collo.
Spesso è costretto a cambiare strumento più volte all'interno di una canzone, e questo accrocchio gli ha permesso di muoversi più rapidamente. Nel 2002, ha smesso di usare le cinture perché non gli si adattavano più a causa della notevole perdita di peso. Una di queste cinture è stata successivamente venduta per 2 700 $ nella serie televisiva Affari di famiglia. Negli anni più recenti porta le armoniche in una piccola valigetta nera, imitando lo stile di Elwood Blues nel celebre film The Blues Brothers. Nel corso della sua carriera ha collaborato più volte con l'attore Dan Aykroyd, sia in film che nei concerti.
Popper usa un microfono speciale con interruttori che cambiano l'effetto audio dell'armonica mentre viene suonato attraverso un amplificatore, un effetto simile a un pedale per chitarra. Popper è stato ispirato dallo stile di Jimi Hendrix che creava particolari effetti per il proprio strumento. Inoltre, ha ideato una serie di cappelli a tesa larga con placche di armoniche appiattite sulla cima, che indossa quasi sempre durante le apparizioni con i Blues Traveler.

## Autobiografia
Il 29 marzo 2016 la Da Capo Press ha pubblicato l'autobiografia di Popper, dal titolo Suck and Blow: And Other Stories I'm Not Supposed To Tell scritto da Popper con l'aiuto del co-redattore capo di Relix, Dean Budnick. Nel libro Popper si confida riguardo al successo della band, la morte del bassista Bobby Sheehan, la creazione del tour HORDE, il suo rapporto con Bill Graham e la sua battaglia personale con l'obesità.

## Discografia

### Solista
- Zygote (1999)
- Go Outside and Drive (The Vestal Version) single (1999)

### Con i Blues Traveler

#### Album in studio
- 1990 – Blues Traveler
- 1991 – Travelers and Thieves
- 1993 – Save His Soul
- 1994 – Four
- 1997 – Straight On till Morning
- 2001 – Bridge
- 2003 – Truth Be Told
- 2005 – ¡Bastardos!
- 2007 – Cover Yourself
- 2008 – North Hollywood Shootout
- 2012 – Suzie Cracks the Whip
- 2015 – Blow Up the Moon
- 2018 - Hurry Up & Hang Around

#### Album dal vivo
- 1996 – Live from the Fall
- 2002 – Live: What You and I Have Been Through
- 2004 – Live on the Rocks

#### Raccolte
- 2002 – Travelogue: Blues Traveler Classics
- 2012 – 25
- 2013 – Icon

#### EP
- 2006 – ¡Bastardos en Vivo!

### Con The Devotees
- Gimme Gimme (1997)

### Con i Frogwings
- Croakin' at Toad's (1999)

### Con The John Popper Project
- The John Popper Project con DJ Logic (2006)

### Con The Duskray Troubadours
- John Popper & the Duskray Troubadours (2011)
- Something Sweet (singolo, 2011)

## Collaborazioni musicali
| Anno | Ruolo           | Canzone                                   | Artista                                                                                                | Album                                                   |  |
| ---- | --------------- | ----------------------------------------- | --- | ------------------------------------------------------- |  |
| 1989 | Armonica        | "Just One of Those Things"                | Gutterboy                                                                                              | Gutterboy                                               |  |
| 1989 | Armonica        | "Growing Up Under the RR"                 | Gutterboy                                                                                              | Gutterboy                                               |  |
| 1991 | Armonica        | "More Than She Knows"                     | Spin Doctors                                                                                           | Pocket Full of Kryptonite                               |  |
| 1991 | Cori            | "Two Princes"                             | Spin Doctors                                                                                           | Pocket Full of Kryptonite                               |  |
| 1991 | Armonica        | "Off My Line"                             | Spin Doctors                                                                                           | Pocket Full of Kryptonite                               |  |
| 1992 | Armonica        | "You Can Leave Your Hat On"               | Merl Saunders                                                                                          | Save the Planet so We'll Have Someplace to Boogie       |  |
| 1992 | Armonica        | "My Problems Got Problems"                | Merl Saunders                                                                                          | Save the Planet so We'll Have Someplace to Boogie       |  |
| 1993 | Armonica        | "I Lost My Mule in Texas"                 | Col. Bruce Hampton and the Aquarium Rescue Unit                                                        | Mirrors of Embarrassment                                |  |
| 1993 | Armonica        | "Built for Comfort"                       | Merl Saunders                                                                                          | It's in the Air                                         |  |
| 1993 | Armonica        | "I Was Made to Love Her"                  | Paul Shaffer and the Party Boys of Rock 'n' Roll                                                       | The World's Most Dangerous Party                        |  |
| 1993 | Armonica        | "Middle of the Road"                      | Paul Shaffer and the Party Boys of Rock 'n' Roll                                                       | The World's Most Dangerous Party                        |  |
| 1993 | Armonica e voce | "Sip of Your Wine"                        | The Hatters                                                                                            | LIVE Thunderchicken                                     |  |
| 1994 | Armonica e voce | "Sip of Your Wine"                        | The Hatters                                                                                            | Madcap Adventures of the Avocado Overlord               |  |
| 1994 | Armonica        | "What Would You Say"                      | Dave Matthews Band                                                                                     | Under the Table and Dreaming                            |  |
| 1994 | Armonica        | "Louisiana Blues"                         | Foghat                                                                                                 | Return of the Boogie Men                                |  |
| 1994 | Armonica        | "Communication Breakdown"                 | Jeff Healey                                                                                            | Cover to Cover                                          |  |
| 1995 | Armonica        | "Mule"                                    | Gov't Mule                                                                                             | Gov't Mule                                              |  |
|      | Armonica        | "Man of Peace" et al.                     | Jamie Notarthomas                                                                                      | Heads or Tails                                          |  |
| 1996 | Armonica e voce | "Today I Started Loving You Again"        | Dolly Parton                                                                                           | Treasures                                               |  |
| 1997 | Armonica        | "Feather"                                 | God Street Wine                                                                                        | God Street Wine                                         |  |
| 1997 | Armonica        | "She Comes Up Softly"                     | God Street Wine                                                                                        | God Street Wine                                         |  |
| 1997 | Armonica        | "Walk not Run"                            | Solomon Deniro                                                                                         | Dot Calm, Not Calm                                      |  |
| 1997 | Armonica        | "Smile"                                   | Solomon Deniro                                                                                         | Dot Calm, Not Calm                                      |  |
| 1997 | Armonica        | "The Emperor"                             | Solomon Deniro                                                                                         | Dot Calm, Not Calm                                      |  |
| 1997 | Armonica        | "King Solomon"                            | Solomon Deniro                                                                                         | Dot Calm, Not Calm                                      |  |
| 1997 | Armonica        | "I"                                       | Solomon Deniro                                                                                         | Dot Calm, Not Calm                                      |  |
| 1998 | Armonica        | "Tuesday's Gone"                          | Metallica, Pepper Keenan, Jerry Cantrell, Sean Kinney, "Big" Jim Martin, Gary Rossington, Les Claypool | Garage Inc. by Metallica                                |  |
| 1999 | Armonica        | "She Caught the Katy"                     | Taj Mahal                                                                                              | Blue Light Boogie                                       |  |
| 1999 | Armonica        | "On the Other Side"                       | Leftover Salmon                                                                                        | The Nashville Sessions                                  |  |
| 1999 | Armonica        | "Leave Me Alone"                          | Tino Gonzales                                                                                          | Two Sides of a Heart                                    |  |
| 1999 | Armonica        | "Twine Time"                              | Tino Gonzales                                                                                          | Two Sides of a Heart                                    |  |
| 2000 | Armonica        | "If Only"                                 | Hanson                                                                                                 | This Time Around                                        |  |
| 2000 | Armonica        | "In The City"                             | Hanson                                                                                                 | This Time Around                                        |  |
| 2000 | Armonica        | "Diana"                                   | God Street Wine                                                                                        | The Last of the Wine                                    |  |
| 2000 | Armonica        | "Scarred But Smarter"                     | Kevn Kinney                                                                                            | The Flower and The Knife                                |  |
| 2001 | Armonica        | "I'm Gonna Move to the Outskirts of Town" | Chico Hamilton                                                                                         | Foreststorn                                             |  |
| 2002 | Armonica        | "Country Love"                            | Cee-Lo Green                                                                                           | Cee-Lo Green and His Perfect Imperfections              |  |
| 2002 | Armonica        | "Our Greatest Year"                       | Bad Astronaut                                                                                          | Houston: We Have a Drinking Problem                     |  |
| 2002 | Armonica        | "On the Run"                              | Todd Wolfe                                                                                             | Wolfe                                                   |  |
| 2003 | Armonica e voce | "I Saw a Bird Fly Away"                   | Dar Williams                                                                                           | The Beauty of the Rain                                  |  |
| 2004 | Armonica        | "Curbside Prophet"                        | Jason Mraz                                                                                             | Tonight, Not Again                                      |  |
| 2004 | Armonica        | "Too Much Food"                           | Jason Mraz                                                                                             | Tonight, Not Again                                      |  |
| 2004 | Armonica e voce | "Invisible"                               | Buddahead                                                                                              | Crossing the Invisible Line                             |  |
| 2004 | Armonica        | "Stranger Blues"                          | Wolfe                                                                                                  | Delaware Crossing                                       |  |
| 2004 | Armonica        | "Tumblin' Down"                           | Wolfe                                                                                                  | Delaware Crossing                                       |  |
| 2005 | Armonica        |                                           | Tom "Bones" Malone                                                                                     | Soul Bones                                              |  |
| 2007 | Armonica        | "Tequila Mockingbird"                     | Stolen Ogre                                                                                            | Tequila Mockingbird EP                                  |  |
| 2008 | Armonica        | "The Souk"                                | Global Noize                                                                                           | Global Noize                                            |  |
| 2008 | Armonica        | "Purifier"                                | Live                                                                                                   | Live at the Paradiso - Amsterdam                        |  |
| 2008 | Armonica        | "Ghost Town"                              | John Oates                                                                                             | 1000 Miles of Life                                      |  |
| 2009 | Cori            | "No Way Out"                              | ZO2 | Casino Logic                                            |  |
| 2010 | Armonica        | "Only the Tequila Talkin'"                | Lisa Bouchelle                                                                                         | Blue Room with a Red Vase                               |  |
| 2010 | Armonica        | "Last to Know"                            | Ron Noyes Band                                                                                         | Dust Bowl Diary                                         |  |
| 2010 | Armonica        | "There Ya Go"                             | Beats Antique                                                                                          | Blind Threshold                                         |  |
| 2011 | Armonica        | "Burn that Bridge When We Get To It"      | Joey Cape                                                                                              | Lagwagon's Let's Talk About Feelings reissue bonus disc |  |
| 2012 | Armonica        | "Closer I Get"                            | Rebelution                                                                                             | Peace of Mind                                           |  |
| 2015 | Armonica        | "What Would You Say"                      | Dave Matthews Band                                                                                     | Live; DTE Energy Music Theatre Clarkston, MI            |  |

## Apparizioni televisive
- Popper ha duettato con Dolly Parton nel suo speciale televisivo Treasures nel 1997
- È apparso in un episodio del 1996 del Late Show con David Letterman per fare una sorpresa a Manny the Hippie con un duello di armoniche
- È apparso come ospite in un episodio del talk show comico di Cartoon Network Space Ghost Coast to Coast
- Ha partecipato a un episodio (# 9509 "Of Mice and Dan") della sitcom Roseanne panni del personaggio Stingray Wilson, un musicista simile a Popper stesso
- Una caricatura d'argilla animata di Popper ha combattuto un match nella serie MTV Celebrity Deathmatch, sconfiggendo la cantante Fiona Apple .
- Popper è apparso in Sin City Spectacular Penn & Teller, suonando l'armonica durante un'esibizione con le carte
- È stato ospite del The Daily Show di Comedy Central nel 2003 promuovendo l'album dei Blues Traveler Truth Be Told
- È stato un allenatore delle celebrità nel round finale di America's Got Talent
- I Blues Traveller hanno avuto un ruolo di primo piano nell'episodio 8 ("Traumatic Party Stress Disorder") della stagione 1 della serie TV comico-romantica Selfie
- È apparso nella stagione 9 di The Voice nel 2015 con il concorrente Braiden Sunshine
- Nel gennaio 2018 è apparso in Affari al buio (stagione 11, episodio 17).
- Nel febbraio 2018 è apparso su Affari di famiglia (stagione 15, episodio 20) dove ha autenticato un giubbotto di armoniche

## Altre collaborazioni
- Si è esibito con i Grateful Dead al Laughter, Love and Music,[55][56] celebrazione per Bill Graham al Golden Gate Park il 3 novembre 1991
- Ha suonato l'inno nazionale statunitense con l'armonica, ispirandosi allo stile di Jimi Hendrix, alla National Basketball Association, alla National Football League e alla Major League Baseball
- "Northbound Train" dalla colonna sonora musicale di Broadway The Civil War: The Complete Work
- Duetto con Eric Clapton in "Christmas Blues" di A Very Special Christmas Live
- Duetto con BB King su "Back Door Santa" da A Very Special Christmas Vol. 5
- Traccia strumentale solista "Harmonica Musings" dalla colonna sonora di Blues Brothers 2000
- "Regarding Steven" dalla compilation del 2000 VH1 Storytellers Live
- "Alone" di Warren Haynes Presents: The Benefit Concert, Volume 2
- "Devil Got My Woman", "Alone" e "Sign on the Door" di Warren Haynes Presents: The Benefit Concert, Volume 3
- "The Preamble" di Schoolhouse Rocks The Vote!